# 実相寺のイチョウ

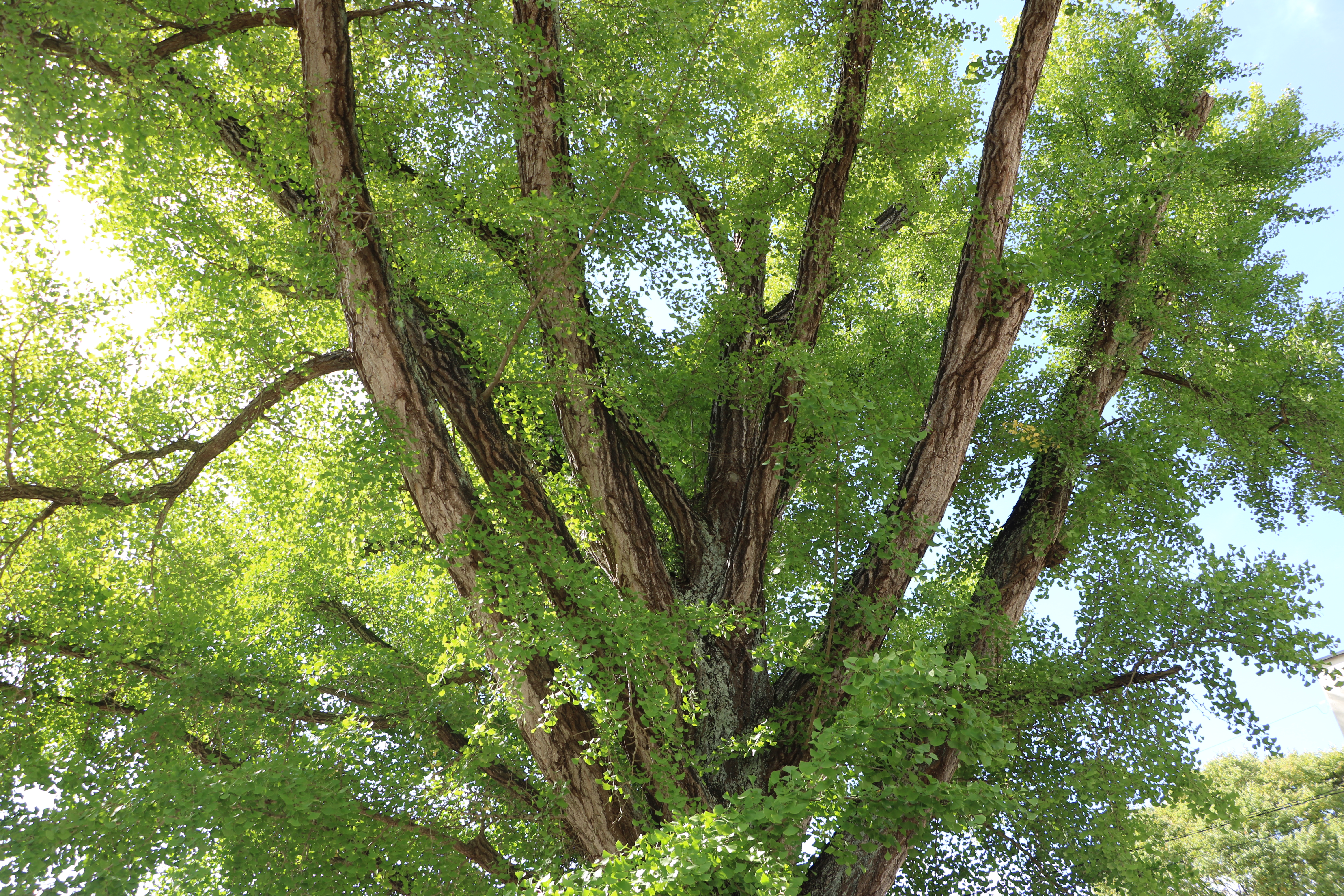
実相寺のイチョウ。2022年9月8日撮影。

実相寺のイチョウ（じっそうじのイチョウ）は、岩手県二戸郡一戸町大沢の実相寺の境内にある国の天然記念物に指定されたイチョウである。
樹高は約25 m（メートル）、目通り周囲は約3 mと、イチョウとしてはごく一般的な大きさであるが、雄木（雄株）であるにもかかわらず幹の一部に生じた小さな枝に雌花を咲かせ、ブドウの房のように銀杏を付ける珍しい性質をもつイチョウとして近隣の人々に知られている。学術上貴重な例であるとして、1938年（昭和13年）12月14日に国の天然記念物に指定された。
国の天然記念物に指定されたイチョウの中で実相寺のイチョウと同様に、元来雄株であるのに雌花が咲いて銀杏が実るイチョウは、同じ岩手県の南部にある東和町（現花巻市）の銀杏岡のイチョウが知られていたが、台風の強風により大枝が折れる被害を受け、1973年（昭和48年）に国の天然記念物の指定が解除されている。また、後天的なものとしては山梨県南巨摩郡身延町の八木沢のオハツキイチョウ（雄株）が、2011年（平成23年）に突然銀杏の実を付けた事例もある。

## 解説

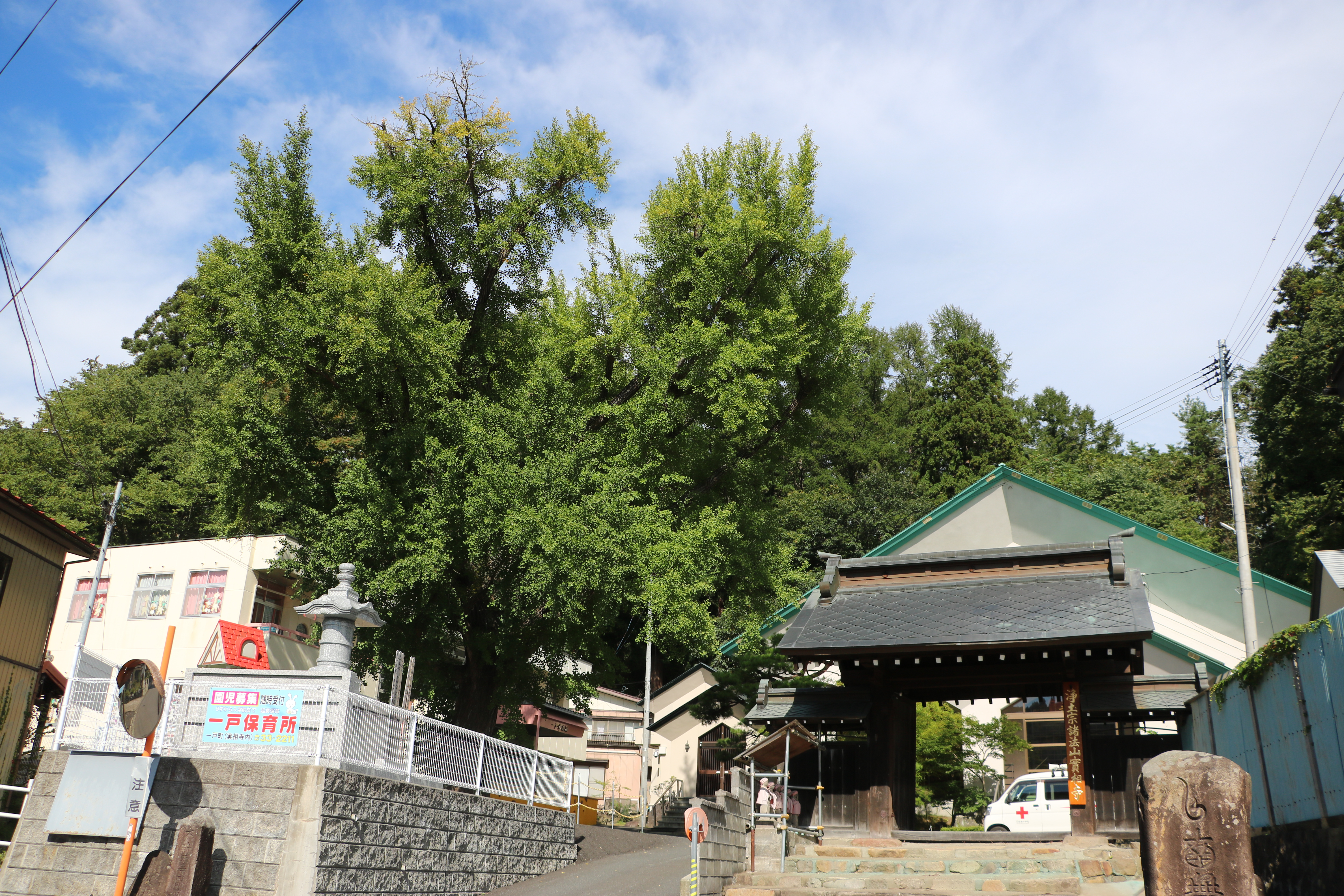
実相寺山門と実相寺のイチョウ。2022年9月8日撮影。

実相寺のイチョウは岩手県北部の二戸郡一戸町の中心市街地にある浄土宗寺院、実相寺の山門を潜った左手境内に生育している。実相寺は馬淵川の東岸（右岸）の旧国道4号（現岩手県道274号二戸一戸線）から東側へ150 m ほど入った山の麓に位置しており、境内には一戸町の運営する一戸保育所があり、国の天然記念物に指定されたイチョウの木も保育所の建物や遊具などに接して生育している。
イチョウは雌雄異株であるが、実相寺のイチョウは雄木（雄株）であり、本来であれば銀杏は付けないが、主幹から分岐する太い枝の中ほどから出ている小さな枝に、毎年開花してブドウの房状の実をつけることが知られており、性の変異の起こる点で極めて貴重であり、学術上有益なものであるとして、1938年（昭和13年）12月14日に国の天然記念物に指定された。
樹木の大きさは資料により数値が異なるが、1969年（昭和44年）の計測では、根元周囲 3.84 m、目の高さでの周囲が3.05 m、樹高は27 m程であったという。1983年（昭和58年）の計測では、樹高約21 m、目通り周囲は3.38 m、一戸町教育委員会が現地に設置した解説板によれば、樹高約25 m、目通り幹囲は約3.3 mで、樹齢は約280年と推定されている。また、大日本山林会が1962年（昭和37年）に出版した『日本老樹名木天然記念樹』によれば、現地での言い伝えとして100年ほど前に林源八という人物が植えたものというが、来歴や樹齢の正確な所は不詳である。
主な枝は主幹の地上約3.5 mの高さからホウキのように分岐して張り出しており、その中で南東側に延びている1枝の中ほど、地上から11.9 mの高さ付近に、花を咲かせ銀杏を付ける問題の小枝がある。この小枝はわずか50 cm（センチメートル）ほどの長さで、結実する銀杏の数も毎年ほぼ一定し15粒から30粒ほどであるが、この小枝は天然記念物指定時の1938年（昭和13年）からほとんど肥大せず約50 cmのままで、成長が極めて遅いことも不思議な点であると指摘されている。
今日では園芸技術の発達により、銀杏を収穫する目的でイチョウの雄株に雌株を接ぎ木することもあるが、実相寺のイチョウは自然の状態であり、一種の天然の接ぎ木であるとも言え、一戸町ではクローン技術により根付けした3本を生育している。

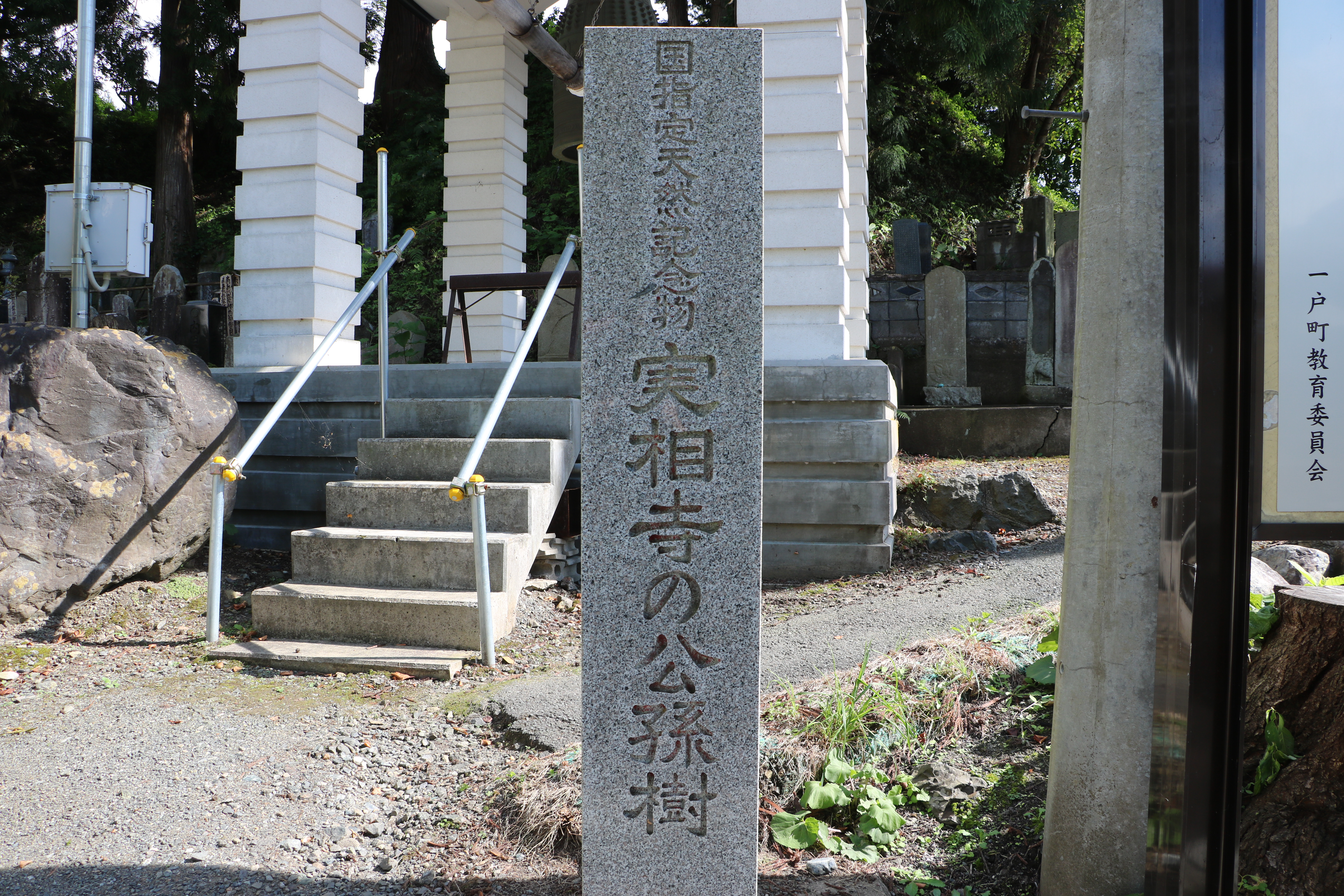
天然記念物指定石碑。1990年（平成2年）12月14日、一戸町教育委員会建立。2022年9月8日撮影。
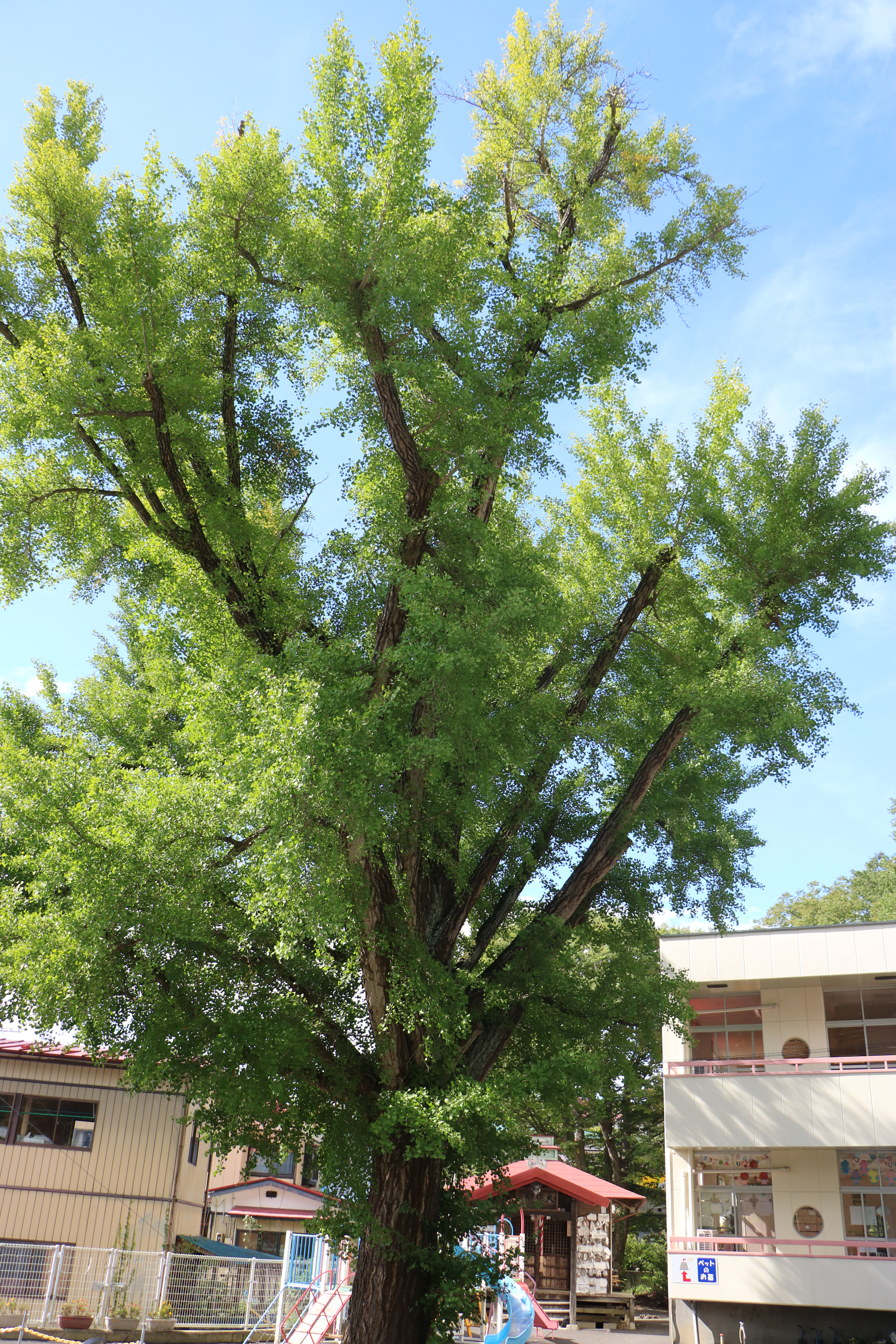
全景。2022年9月8日撮影。
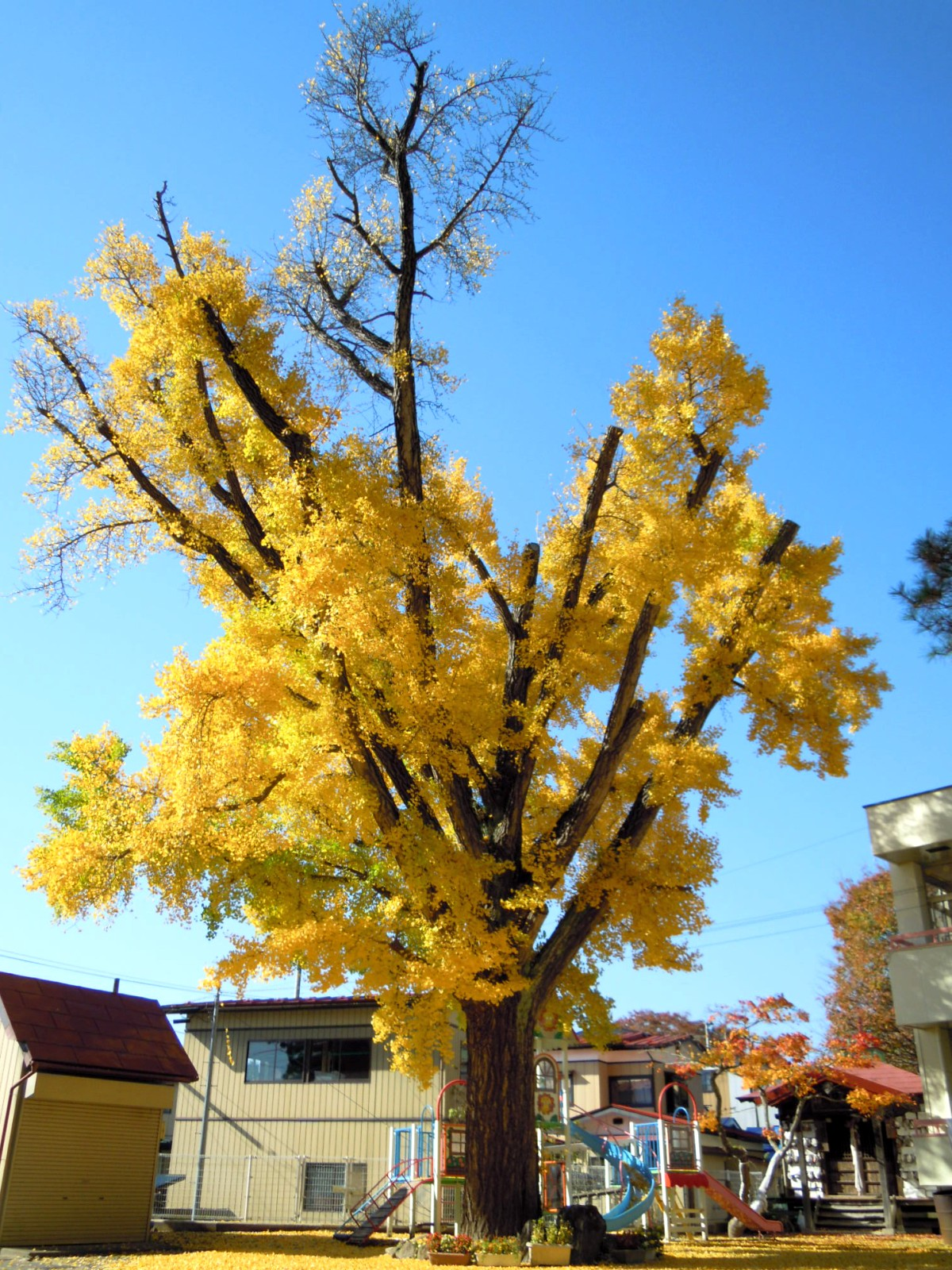
黄葉時。2014年10月26日撮影。
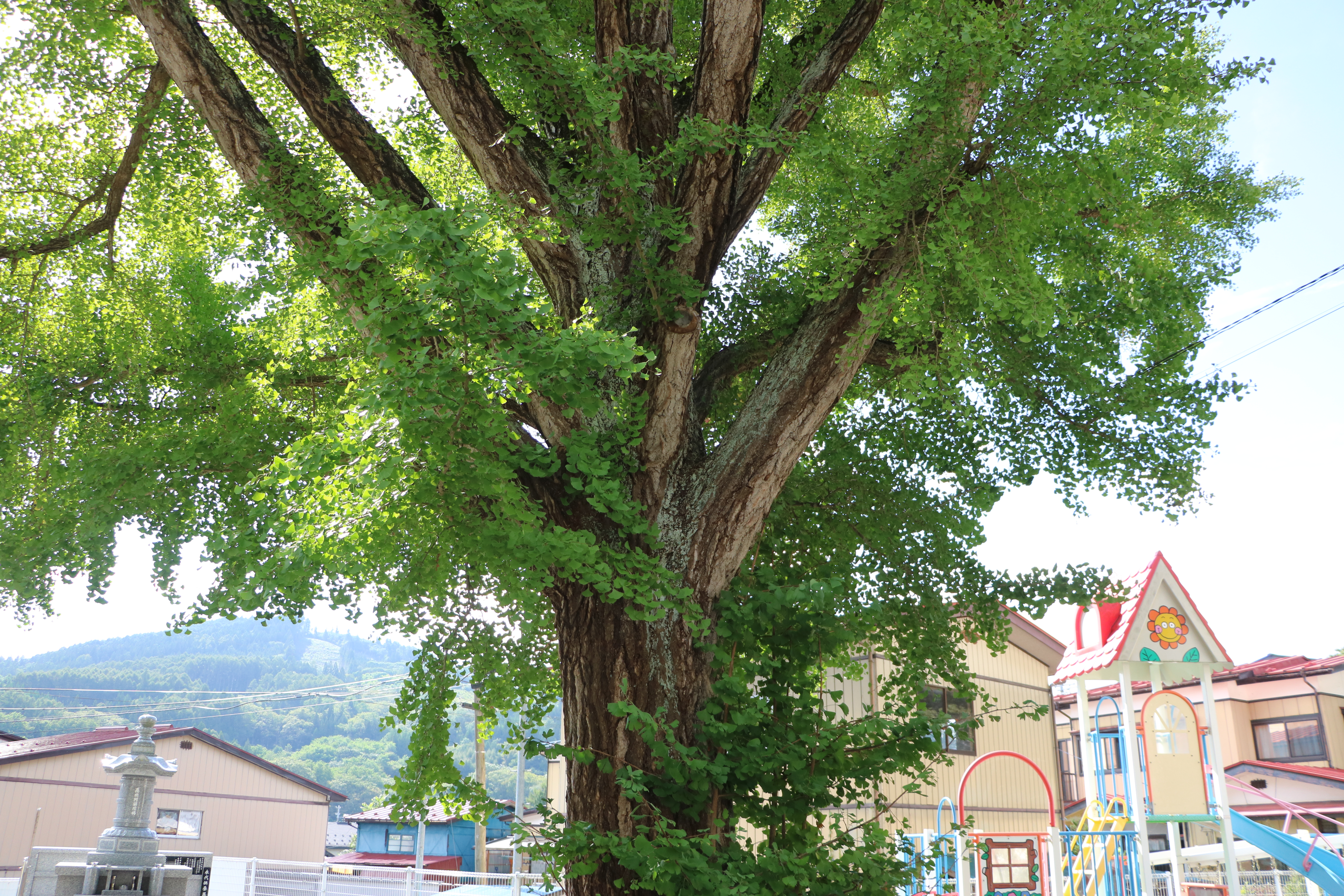
保育園が隣接する。2022年9月8日撮影

## 交通アクセス
所在地
- 岩手県二戸郡一戸町大沢12

交通
- IGRいわて銀河鉄道いわて銀河鉄道線一戸駅下車。徒歩約10分。
- 八戸自動車道一戸インターチェンジより車で約5分。